# 番阳镇
番阳镇是中华人民共和国海南省五指山市下辖的一个镇。

## 行政区划
番阳镇下辖以下村级行政区划单位：
番阳村、孔首村、毛组村、布伦村和加艾村。